# Suzete
Suzete Correia Ramos (Santo Tomé y Príncipe, 21 de abril de 2001), conocida como Suzete, es una cantante y compositora española que saltó a la fama por participar en la duodécima edición de Operación Triunfo. 
Su estilo musical combina afrobeat con elementos de pop, R&B y música urbana.

## Biografía
Nació en Santo Tomé y Príncipe el 21 de abril de 1997. Pasó su infancia en Lisboa (Portugal), y posteriormente se trasladó a Tenerife (España). Forma parte de una familia numerosa, con dieciséis hermanos. Además de su carrera musical, ha realizado estudios en coaching administrativo y empresarial.
Desde temprana edad mostró interés por la música, especialmente por géneros como el soul, gospel, blues, pop y afrobeat. Entre sus principales influencias artísticas se encuentran Beyoncé, Alicia Keys y Adele.

## Trayectoria musical

### 2015-2022:¡Canta mi niño!,La Voz Kidsy «Blue dress»
En 2015 participó en el concurso musical ¡Canta mi niño! en la Televisión Canaria.
En 2017, participó en la tercera edición de La Voz Kids, en el equipo de David Bisbal. La canaria avanzó en el concurso hasta la fase de las 'batallas'.
En 2022, publicó su primer sencillo, «Blue dress», en todas las plataformas digitales, acompañado de un videoclip dirigido por Iván Troyano.

### 2023-2024:Operación Triunfo
El 6 de septiembre de 2023, se presentó al casting de Operación Triunfo 2023 en Las Palmas de Gran Canaria. Fue seleccionada, consiguiendo pasar las diferentes fases hasta llegar al casting final en Barcelona. Actuó por primera vez en la Gala 0 del programa el 20 de noviembre de 2023, con la canción «Di mi nombre» de Rosalía. En la Gala 1 del concurso, un fallo durante su primera actuación grupal generó un revuelo en redes sociales y en esa misma gala resultó propuesta para abandonar la academia; la semana siguiente se convirtió en la primera expulsada de Operación Triunfo 2023.
Tras su salida del programa, Suzete inició su carrera como solista, apostando por una propuesta musical centrada en el afrobeat y la fusión de géneros.
En enero de 2024, publicó su primer sencillo, «Kombolewa», cuyo título significa 'libertad' en suajili. En marzo de ese mismo año, asistió a la alfombra verde de los Premios Cadena Dial. El 11 de junio asistió a la ceremonia de Premios de la Academia de la Música Española.Entre abril y julio, también participó en una gira de doce conciertos por diez ciudades de España junto con sus compañeros de Operación Triunfo 2023.
El 21 de julio de 2024 actuó en el festival 'Boombastic Asturias', junto a Lola Índigo, donde presentó una remezcla inédita de su single «Kombolewa». Más tarde, el 25 de julio de 2024 publicó «Kombolewa (Remix)» en las plataformas digitales. La remezcla alcanzó el puesto 56 en la lista Top 100 canciones de PROMUSICAE, siendo la primera entrada en la lista de la cantante canaria.
El 26 de septiembre de 2024 lanzó «Machuca». Un día más tarde, el 27 de septiembre fue publicado en Prime Video, el documental del concierto que realizó junto a sus compañeros de Operación Triunfo 2023 en el WiZink Center de Madrid. 
El 10 de diciembre asistió a la gala benéfica 'EQUAL' de Spotify, un evento destinado a recaudar fondos en apoyo a las mujeres dentro del sector musical. Para finalizar el año, el 31 de diciembre se emitió su actuación en el especial Nochevieja Contigo de Telecinco donde presentó «Kombolewa».

### 2025-presente:Baby Wata
El 9 de enero de 2025 publicó su tercer single, «Sal y agua bendita». El 22 de mayo de ese mismo año lanzó «Paraíso» con una producción del dúo Kickbombo, con quienes ya había trabajado en anteriores lanzamientos. En una entrevista para Los40, confirmó que este sería el primer sencillo de un «proyecto mayor» que vería la luz antes de acabar el año.
El segundo adelanto de su primer proyecto discográfico llegó bajo el título de «Damalabú». En una entrevista para la revista Shangay, volvió a confirmar que su álbum debut vería la luz este mismo año.
El 26 de junio de 2025 anunció su sencillo «Pa que la vean», junto a la brasileña Lua de Santana,  lanzando el 4 de julio del mismo año. Ese mismo día ofreció su primer concierto en solitario, dentro de la programación de MADO Madrid Orgullo 2025.

## Discografía

### Sencillos

#### Como artista principal
| Año  | Canción                             | Posicionamiento en listas | Álbum              |
| Año  | Canción                             | ESP                       | Álbum              |
| ---- | ----------------------------------- | ------------------------- | ------------------ |
| 2023 | «Blue dress»                        | —                         | Sencillo sin álbum |
| 2024 | «Kombolewa»                         | —                         | Sencillo sin álbum |
| 2024 | «Kombolewa (Remix)» con Lola Índigo | 56                        | Sencillo sin álbum |
| 2024 | «Machuca»                           | —                         | Sencillo sin álbum |
| 2024 | «Sal y agua bendita»                | —                         | Sencillo sin álbum |
| 2025 | «Paraíso»                           | —                         | TBA                |
| 2025 | «Damalabú»                          | —                         | TBA                |
| 2025 | «Pa que la vean» con Lua de Santana | —                         | TBA                |

### Otras canciones
Véase también: Anexo: Galas de Operación Triunfo 2023
| Año  | Canción                                                 | Posicionamiento en listas | Álbum                                    |
| Año  | Canción                                                 | ESP                       | Álbum                                    |
| ---- | ------------------------------------------------------- | ------------------------- | ---------------------------------------- |
| 2023 | «Young Hearts Run Free» (con Bea Fernández)             | —                         | Sencillo sin álbum                       |
| 2023 | «A Song For You»                                        | —                         | Operación Triunfo 2023: Lo mejor parte 1 |
| 2023 | «Rockin' Around The Christmas Tree» (con Chiara Oliver) | —                         | Sencillo sin álbum                       |

## Giras

### Conjuntas
- 2024: Operación Triunfo 2023 en concierto

## Filmografía

### Televisión
| Año  | Título                 | Canal              | Notas                      | Ref.   |
| ---- | ---------------------- | ------------------ | -------------------------- | ------ |
| 2015 | ¡Canta mi niño!        | Televisión Canaria | Concursante                | [ 2 ]  |
| 2017 | La Voz Kids            | Telecinco          | Concursante                | [ 3 ]  |
| 2023 | Operación Triunfo 2023 | Prime Video        | Concursante; 1.ª expulsada | [ 27 ] |
| 2024 | Nochevieja Contigo     | Telecinco          | Actuación                  | [ 19 ] |

### Documentales
| Año  | Título        | Canal       | Rol        | Ref.   |
| ---- | ------------- | ----------- | ---------- | ------ |
| 2024 | OT23: La Gira | Prime Video | Ella misma | [ 28 ] |

### Vídeos musicales
| Título               | Año  | Director                   | Ref.   |
| -------------------- | ---- | -------------------------- | ------ |
| «Blue dress»         | 2023 | Iván Troyano               | [ 29 ] |
| «Kombolewa (Remix)»  | 2024 | Óscar Noriega              | [ 30 ] |
| «Machuca»            | 2024 | John Araque y Santi Medina | [ 31 ] |
| «Sal y agua bendita» | 2024 | Yan Basavilbaso            | [ 32 ] |